# Leichtlin-Prärielilie
Die Leichtlin-Prärielilie (Camassia leichtlinii) ist eine Pflanzenart, die zur Gattung der Prärielilien (Camassia) in der Unterfamilie der Agavengewächse (Agavoideae) gehört.

## Merkmale
Die Leichtlin-Prärielilie ist eine ausdauernde krautige Pflanze, die Wuchshöhen von 20 bis 130 Zentimeter erreicht. Dieser Geophyt bildet Zwiebeln mit einem Durchmesser von 1,5 bis 3 Zentimeter als Überdauerungsorgane aus. Die drei bis neun Laubblätter messen 20 bis 60 × 0,5 bis 2,5 Zentimeter.
Die Blüten sind radiärsymmetrisch. Die Perigonblätter messen 20 bis 40 × 4 bis 10 Millimeter, sind fünf- bis neunnervig; sie neigen sich über der reifenden Kapselfrucht stark zusammen und zur Fruchtreife fallen ab. Die Blütezeit reicht von Mai bis Juni.
Die Kapselfrüchte sind 10 bis 25 Millimeter lang, nicht an die Blütenstandsachse angedrückt und fallen oft vom Stiel ab. Sie enthalten je Fach sechs bis zwölf Samen.

## Vorkommen
Die Leichtlin-Prärielilie kommt im westlichen Nordamerika vom südlichen British Columbia über Washington bis Kalifornien vor. Die Art wächst auf feuchten Wiesen in Höhenlagen von 600 bis 2400 Meter.

## Systematik
Man kann zwei Unterarten unterscheiden:
- Camassia leichtlinii subsp. leichtlinii: Bei ihr sind die Perigonblätter cremegelb. Sie kommt nur in Oregon vor.
- Camassia leichtlinii subsp. suksdorfii (Greene) S.Watson:  Sie hat blauviolette bis leuchtend blaue Perigonblätter, ihr Areal entspricht dem der Art. Die Chromosomenzahl beträgt 2n = 30.[1]

## Nutzung
Die Leichtlin-Prärielilie wird selten als Zierpflanze für Rabatten und Staudenbeete genutzt. Sie ist mindestens seit 1873 in Kultur. Es gibt mehrere Sorten mit violetter oder blauer Blütenfarbe. Die Blüten können auch gefüllt oder halbgefüllt sein.